# Benalup-Casas Viejas
Pour les articles homonymes, voir Casas.
Benalup-Casas Viejas est une ville et une commune d’Espagne, dans la province de Cadix, communauté autonome d’Andalousie.

## Géographie

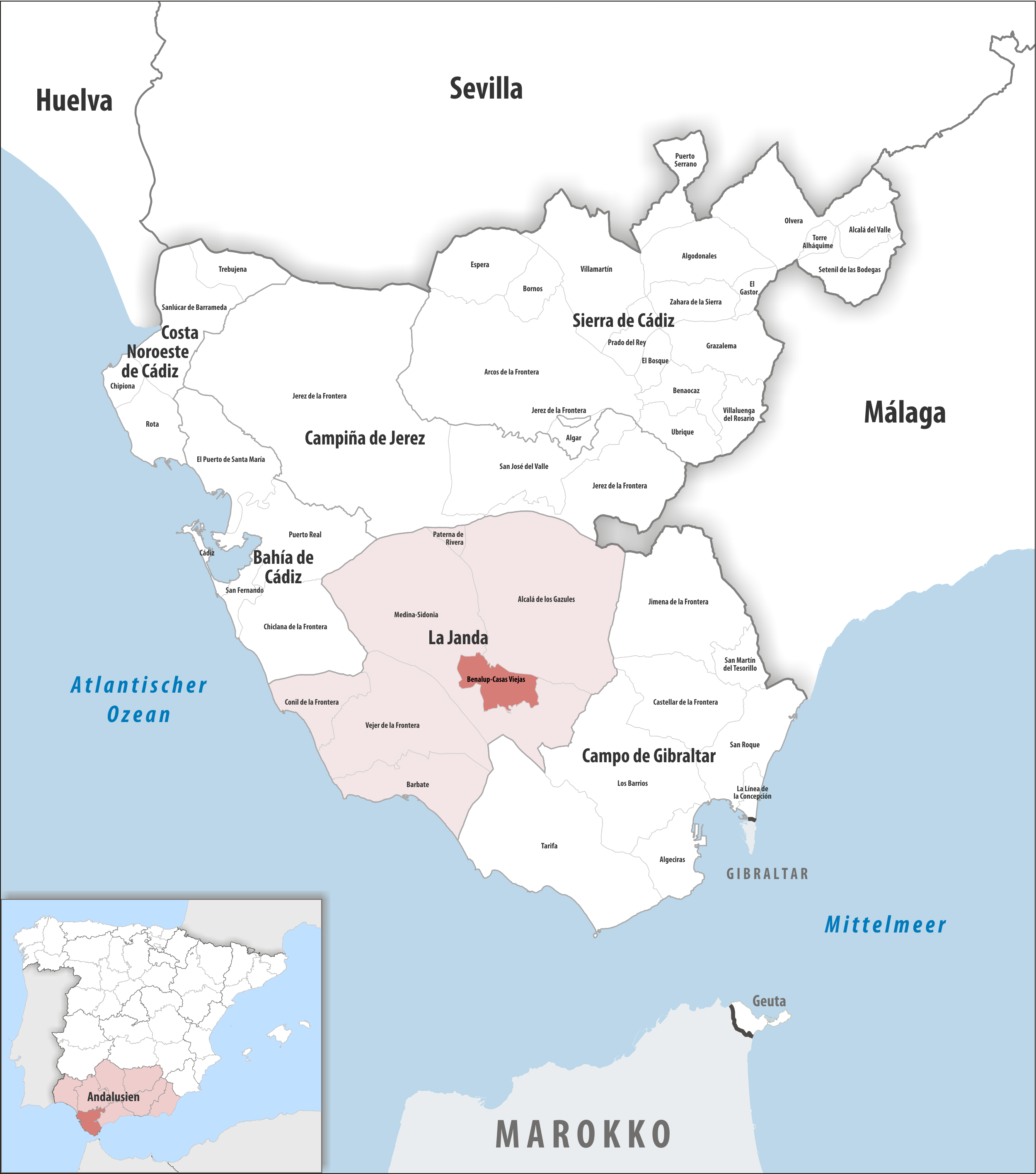
Benalup-Casas Viejas dans la province de Cadix / en Andalousie

### Localisation
La commune de Benalup-Casas Viejas est à peu près au centre de la comarque de La Janda et au centre de la partie sud de la province de Cadix.
Cadix à 61 km au nord-ouest ;
Jerez de la Frontera à 56 km au nord-ouest ;
Gibraltar est à 67 km au sud-est ;
Algeciras à 50 km au sud-est ;
Malaga à 178 km au nord-est (avec un assez grand détour par le sud qui évite les petites routes de montagne passant entre les sommets du parc naturel Los Alcornocales (es)).
Environ la moitié de la commune à l'est se trouve dans le parc naturel Los Alcornocales (es), et la partie sud-est de la commune comprend le réservoir de Celemín (es), inclus dans le parc naturel Los Alcornocales.
La commune est traversée par le Barbate (es), petit fleuve côtier qui sort du grand réservoir de Barbate (es) (sur Alcalá de los Gazules, au nord-est de la commune et également dans le parc naturel Los Alcornocales) et se déverse dans l'océan Atlantique à Barbate.

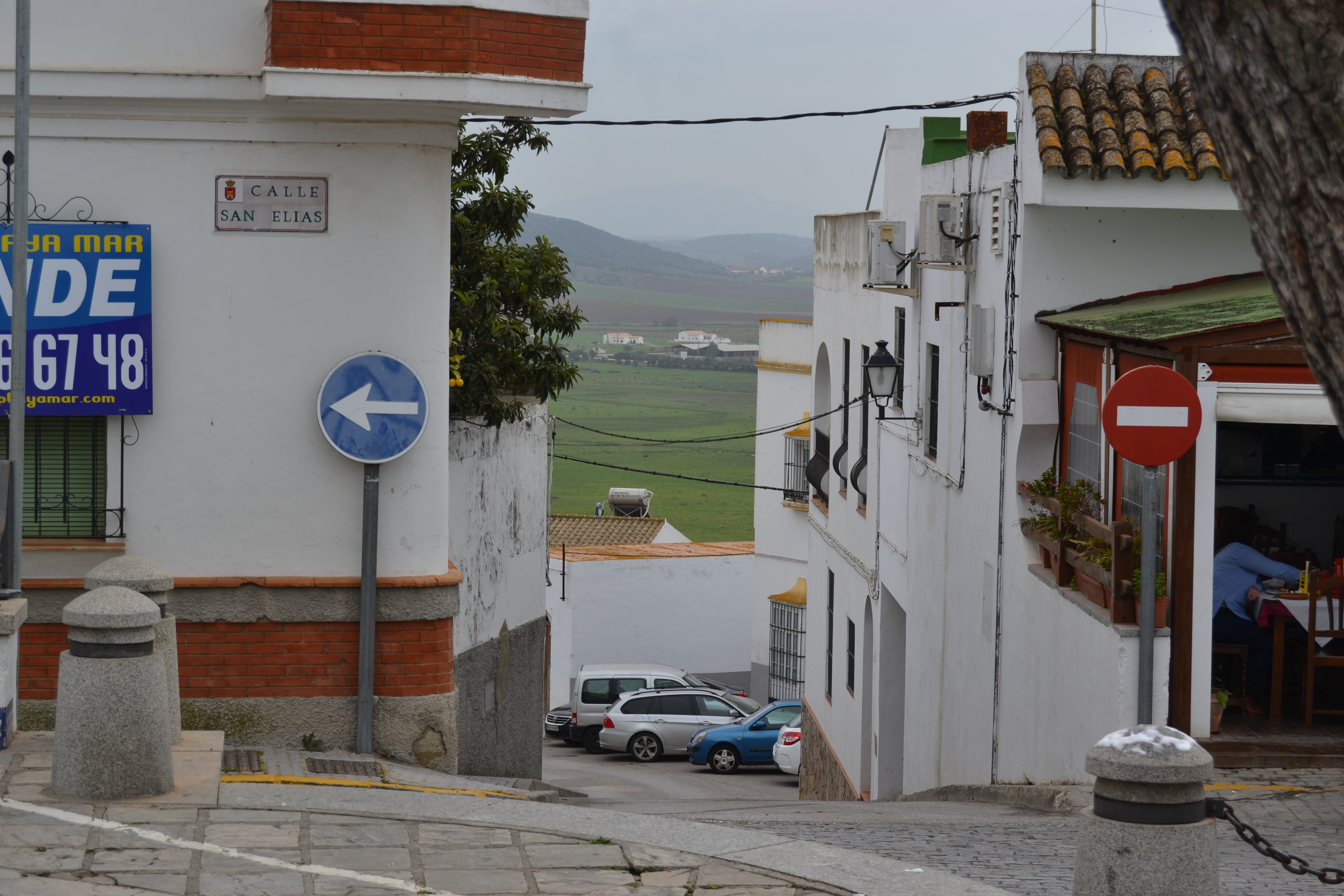
Une rue de Benalup-Casas Viejas
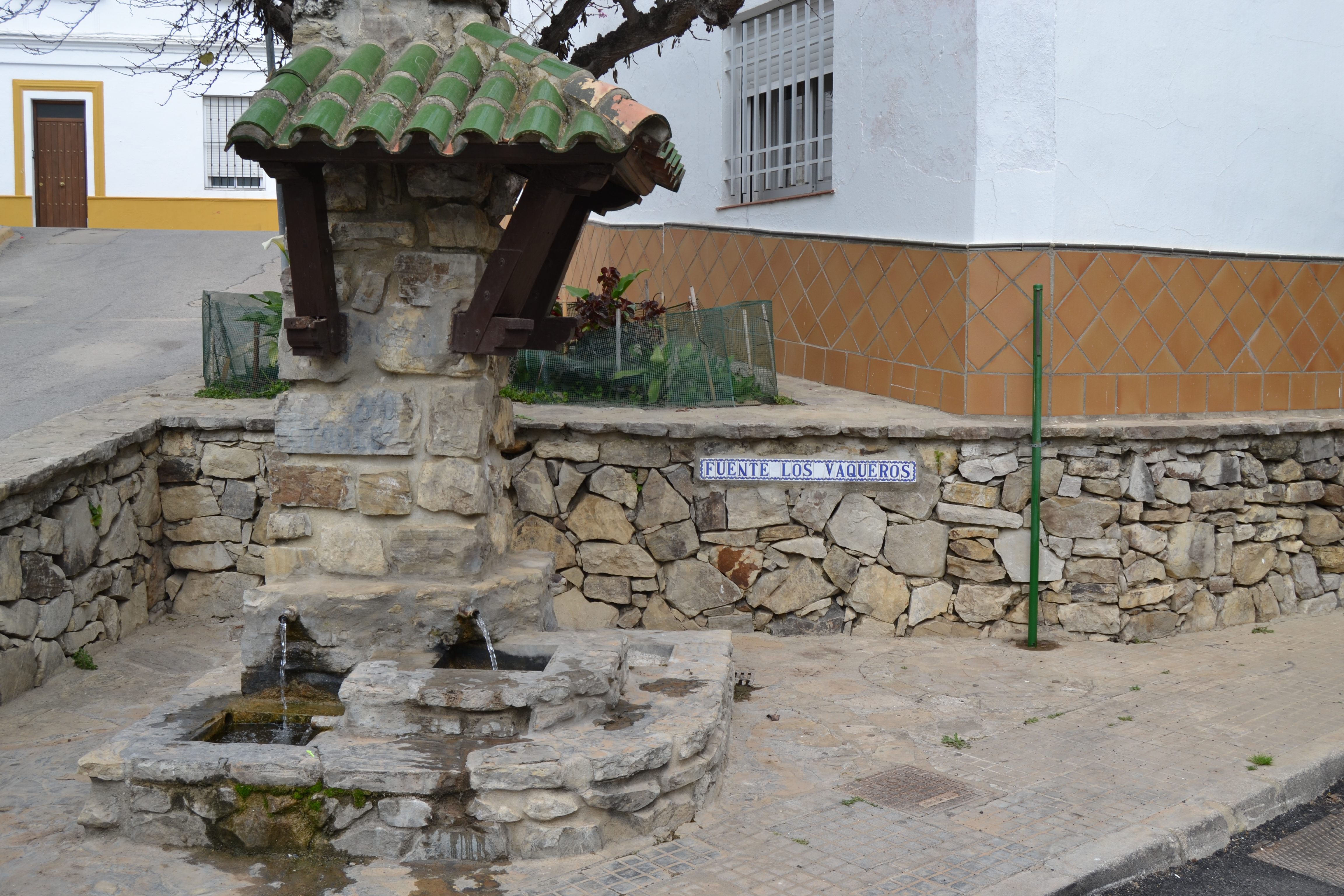
Fontaine Los Vaqueros
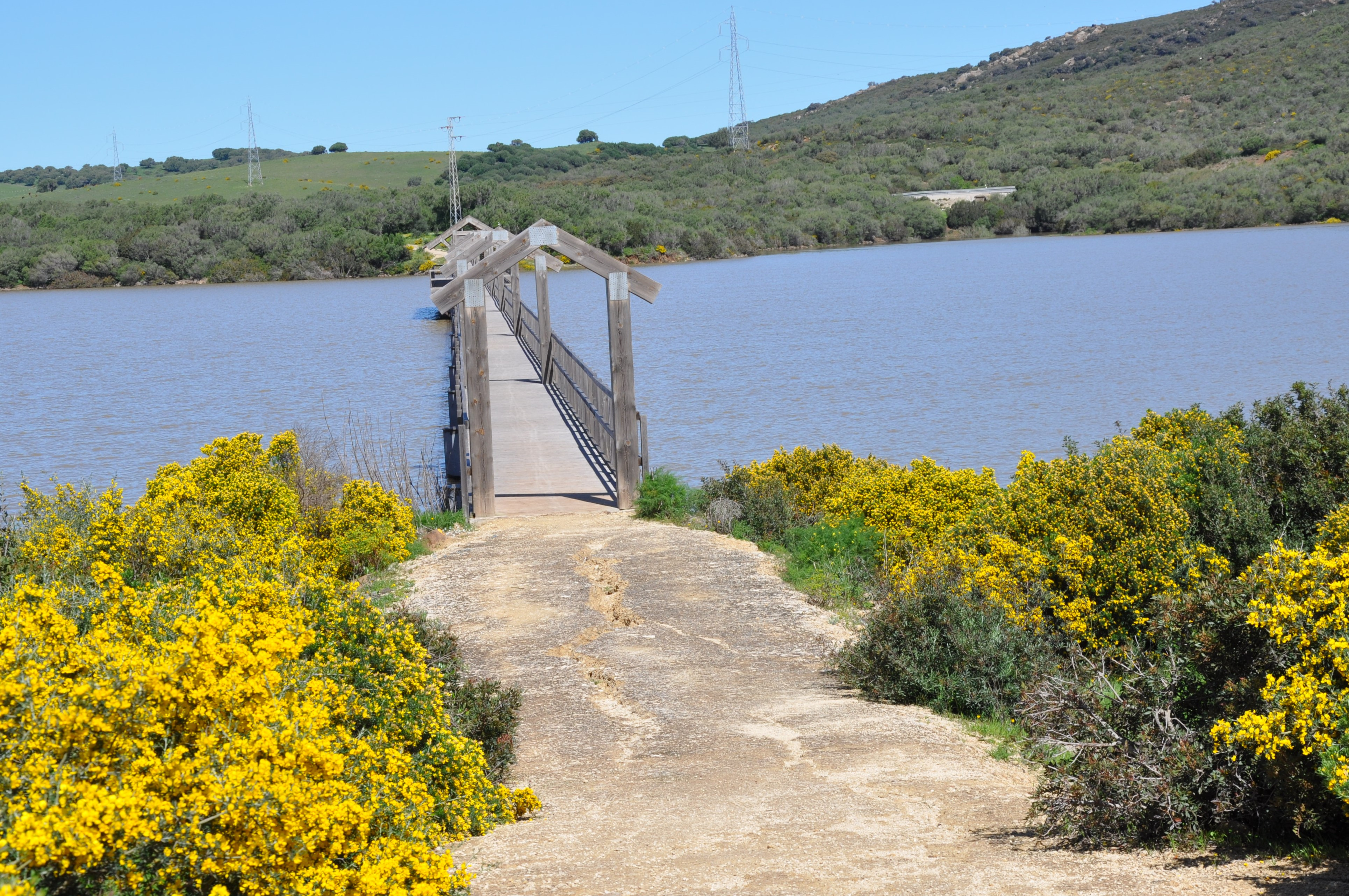
Réservoir de Celemín (es)

## Histoire
La région est peuplée depuis la Préhistoire, comme le montrent les peintures de la grotte du Tajo de las Figuras. En 1933, la commune est devenue tristement célèbre à la suite du massacre de Casas Viejas, qui a provoqué une crise profonde dans le gouvernement de Manuel Azaña pendant la seconde République espagnole.

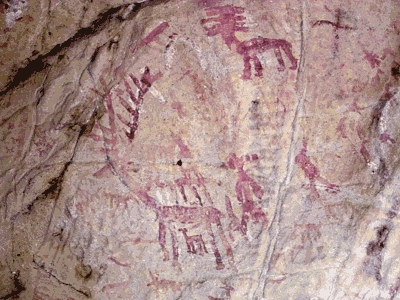
grotte du Tajo de las Figuras (« le ravin des figures »)
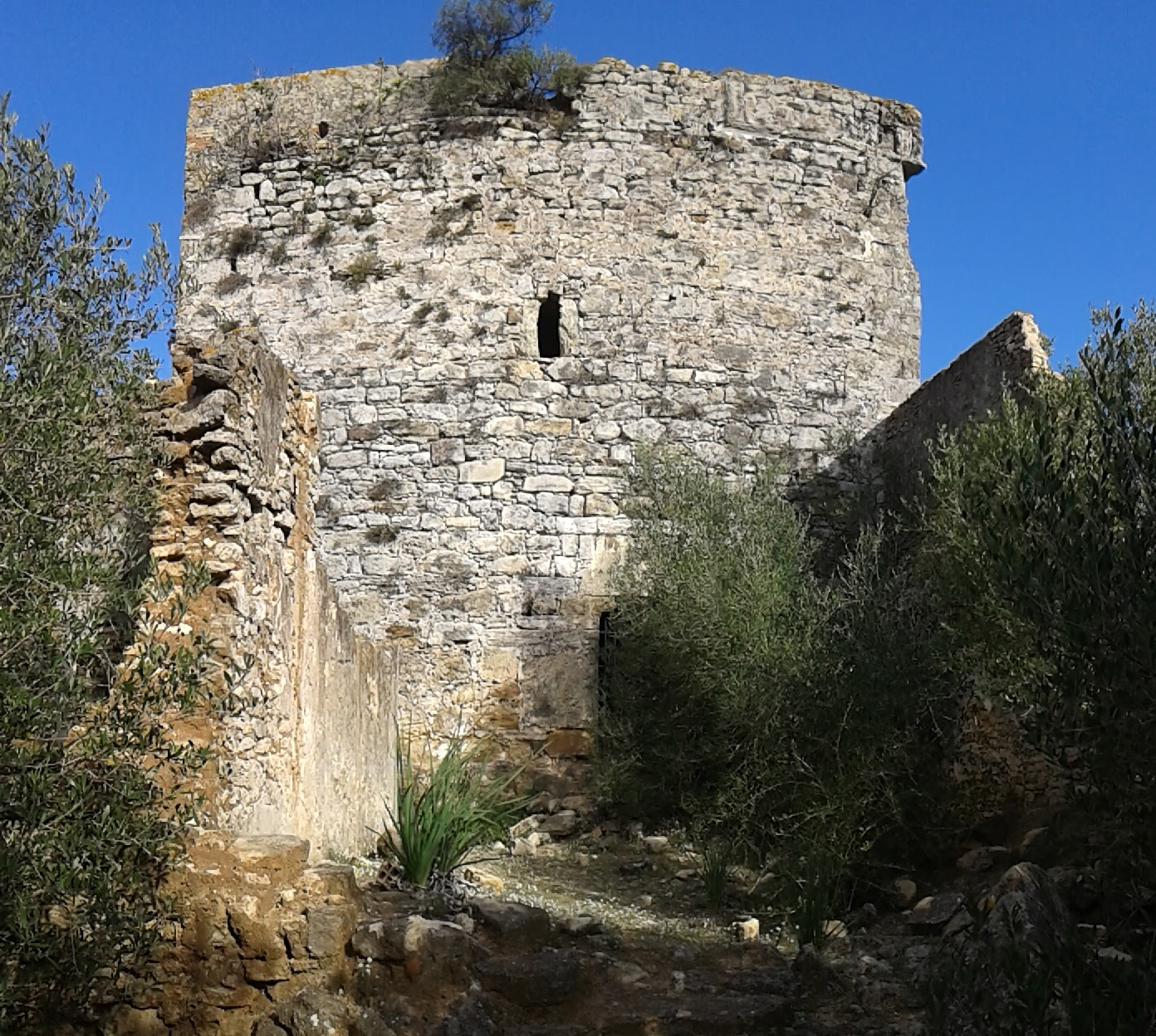
Château de Benalup